# 姚和都
姚和都（?—?），南安郡赤亭乡人，十六国后秦宗室、北魏官员，秦武昭帝姚萇之子。
姚兴在位时，姚和都任太子右卫率，曾率东宫兵平姚弼、姚愔之乱。姚泓在位时，官至给事黄门侍郎。417年八月，东晋劉裕滅姚泓，姚和都投奔時任匈奴鎮將的兄長姚成都，九月，兄弟二人便舉鎮歸降北魏。姚和都在北魏官至左民尚书。因为娶北魏明元帝拓跋嗣之女隴西長公主，封駙馬都尉。姚和都著有《秦纪》十卷，追叙姚萇之事，後在平城去世，追赠司空公。

## 家庭

### 夫人
- 陇西长公主，魏明元帝拓跋嗣之女[1]

### 子女
- 姚掌，北魏秦州刺史[1]

### 孙子女
- 姚湛，北魏武阴郡太守、武都公[1]

### 曾孙子女
- 姚洪姿，嫁乐安东牟二郡太守、领军府长史、中书侍郎、平南将军、执□修国史、通直散骑常侍、聘梁使主、安南将军、尚书右丞宇文忠之[1]